# 苏惠安
蘇惠安（英語：Michael Su，1967年12月10日—）是美國一名台灣裔電影導演、攝影師和製片人。他因執導電影《渴望（Bloodthirst）》、《死亡數值（Numbers）》和《白雪公主與七武士（Snow White and the Seven Samurai）》而知名。

## 個人簡介
蘇惠安於1967年12月10日出生在台北市，隨後於13歲時移民至美國的西雅圖。他的大學就讀於西雅圖中央學院，並在畢業後的24歲時搬家至洛杉磯並開始他的職業生涯。他最初在一些影視劇中客串角色，但後來在他叔叔的影響下而轉向幕後。

## 外部連接
- 官方网站
- 蘇惠安的X（前Twitter）
- 蘇惠安在互联网电影资料库（IMDb）上的資料（英文）
- 蘇惠安在豆瓣上的资料（简体中文）